# Watt (cráter)

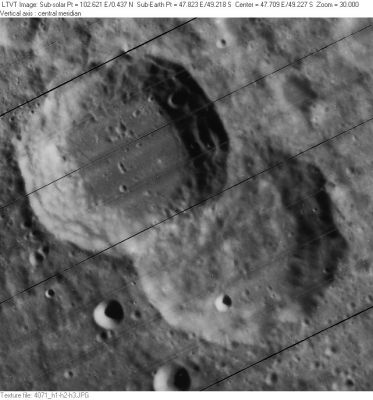
Fotografía de la misión Lunar Orbiter 4

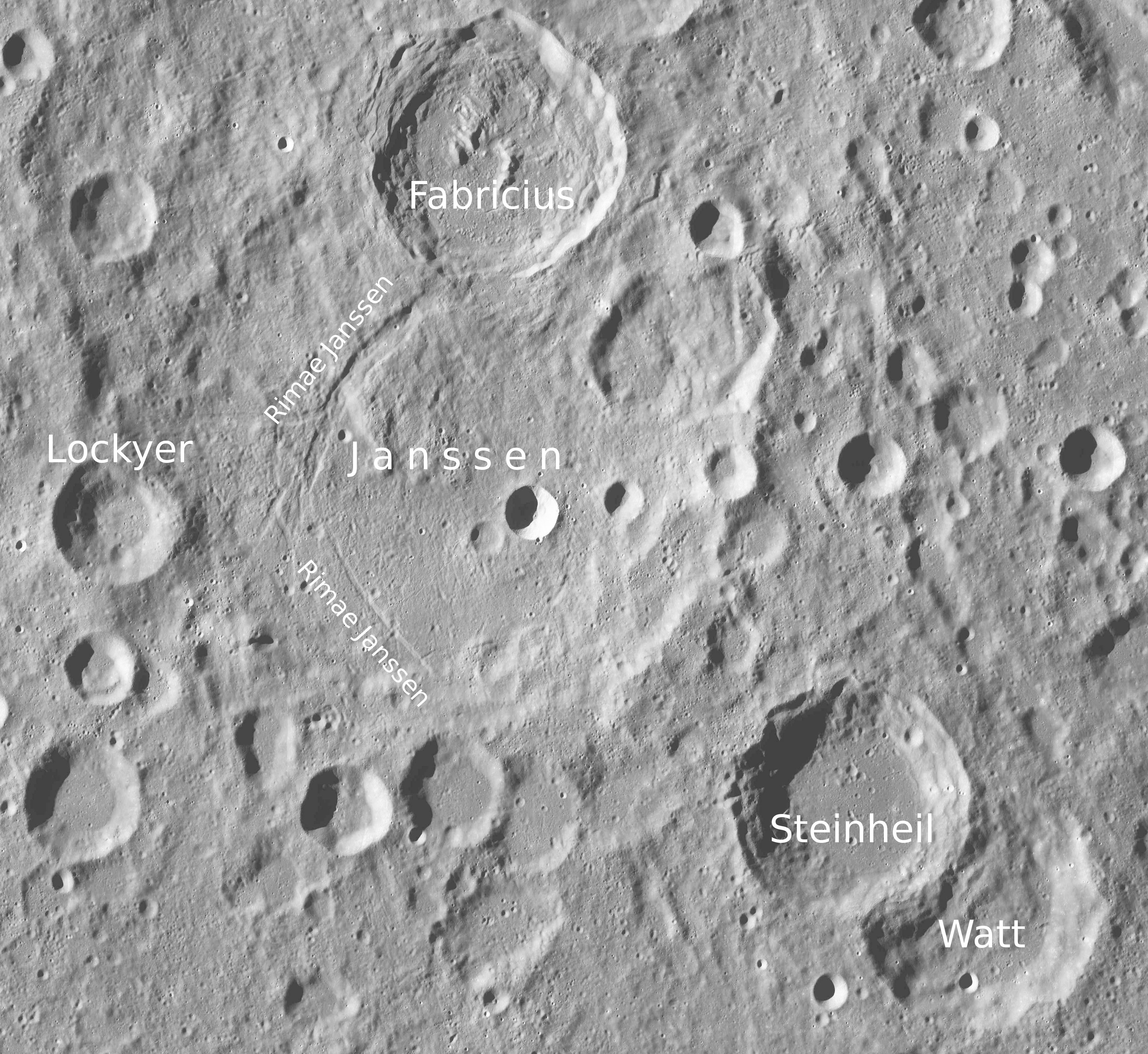
Fotografía de la misión Lunar Reconnaissance Orbiter

Watt es un cráter de impacto que se encuentra en la parte sureste de la Luna. Desde la Tierra aparenta una forma ovalada debido al escorzo. Cráteres cercanos son Biela al sur-sureste, Rosenberger al suroeste, y la llanura amurallada de Janssen más al noroeste, por detrás de Steinheil.
|  |

El tercio noroeste del borde del cráter ha sido completamente cubierto por el impacto posterior de Steinheil, un cráter de tamaño similar, dejando gran parte del suelo interior cubierto con las rampas exteriores formadas por los materiales eyectados por esta última formación. El resto del borde de Watt es de apariencia un poco irregular, con un abultamiento hacia el interior en el borde suroriental y un par de pequeñas proyecciones hacia el noreste. Por lo demás, su perfil se mantiene relativamente definido, con tan solo una cantidad de desgaste reducida.

## Cráteres satélite
Por convención estos elementos son identificados en los mapas lunares poniendo la letra en el lado del punto medio del cráter que está más cercano a Watt.
|      | \| Watt \| Coordenadas \| Diámetro \| \| ---- \| ----------------------------- \| -------- \| \| A \| 50°18′S 46°24′E / -50.3, 46.4 \| 10 km \| \| B \| 50°06′S 48°00′E / -50.1, 48.0 \| 6 km \| \| C \| 50°00′S 51°30′E / -50.0, 51.5 \| 24 km \| \| D \| 50°18′S 55°12′E / -50.3, 55.2 \| 32 km \| \| E \| 49°42′S 55°18′E / -49.7, 55.3 \| 10 km \| \| F \| 50°30′S 54°18′E / -50.5, 54.3 \| 16 km \| \| G \| 50°54′S 58°42′E / -50.9, 58.7 \| 13 km \| \| H \| 51°12′S 57°12′E / -51.2, 57.2 \| 16 km \| \| J \| 51°36′S 58°18′E / -51.6, 58.3 \| 18 km \| \| K \| 51°24′S 55°54′E / -51.4, 55.9 \| 8 km \| \| L \| 52°36′S 57°36′E / -52.6, 57.6 \| 32 km \| \| M \| 53°06′S 59°54′E / -53.1, 59.9 \| 42 km \| \| N \| 53°36′S 58°42′E / -53.6, 58.7 \| 11 km \| \| R \| 51°00′S 47°30′E / -51.0, 47.5 \| 12 km \| \| S \| 52°12′S 47°48′E / -52.2, 47.8 \| 6 km \| \| T \| 51°36′S 51°00′E / -51.6, 51.0 \| 4 km \| \| U \| 52°00′S 51°42′E / -52.0, 51.7 \| 5 km \| \| W \| 51°06′S 51°54′E / -51.1, 51.9 \| 7 km \| |          |
| Watt | Coordenadas | Diámetro |
| A    | 50°18′S 46°24′E / -50.3, 46.4 | 10 km    |
| B    | 50°06′S 48°00′E / -50.1, 48.0 | 6 km     |
| C    | 50°00′S 51°30′E / -50.0, 51.5 | 24 km    |
| D    | 50°18′S 55°12′E / -50.3, 55.2 | 32 km    |
| E    | 49°42′S 55°18′E / -49.7, 55.3 | 10 km    |
| F    | 50°30′S 54°18′E / -50.5, 54.3 | 16 km    |
| G    | 50°54′S 58°42′E / -50.9, 58.7 | 13 km    |
| H    | 51°12′S 57°12′E / -51.2, 57.2 | 16 km    |
| J    | 51°36′S 58°18′E / -51.6, 58.3 | 18 km    |
| K    | 51°24′S 55°54′E / -51.4, 55.9 | 8 km     |
| L    | 52°36′S 57°36′E / -52.6, 57.6 | 32 km    |
| M    | 53°06′S 59°54′E / -53.1, 59.9 | 42 km    |
| N    | 53°36′S 58°42′E / -53.6, 58.7 | 11 km    |
| R    | 51°00′S 47°30′E / -51.0, 47.5 | 12 km    |
| S    | 52°12′S 47°48′E / -52.2, 47.8 | 6 km     |
| T    | 51°36′S 51°00′E / -51.6, 51.0 | 4 km     |
| U    | 52°00′S 51°42′E / -52.0, 51.7 | 5 km     |
| W    | 51°06′S 51°54′E / -51.1, 51.9 | 7 km     |

## Referencias

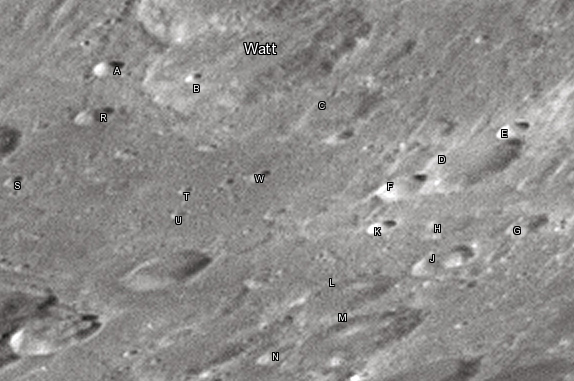
Vista oblicua